# Carl Gustaf Lindström (1779–1855)
Carl Gustaf Lindström, född 6 september 1779, död 29 oktober 1855 i Stockholm, var en svensk skådespelare och operasångare (tenor).

## Biografi
Lindström blev elev vid operan i Stockholm 1793 och antogs 1800 till ”förste aktör och sångare vid Operan samt Dramatiska Theatern”, där han stannade i hela 44 år. Han var en av den svenska scenens mest framstående konstnärer. Han hade ett fördelaktigt utseende och en vacker tenor med stort omfång.
Bland hans främsta roller var först Gustav och sedan Kristian i Gustav Vasa, den yngre Sargine i Ferdinando Paers opera med samma namn och Jakob i Den schweiziska familjen. Lindström utnämndes i unga år till hovsångare och fick 1822 titeln hovkamrerare. I februari 1843 uppträdde han för sista gången på scenen och utförde titelpartiet i Gaspare Spontinis opera Ferdinand Cortez, som uppfördes vid Karl XIV Johans 25-åriga regeringsjubileum. Året därpå tog Lindström avsked.
Lindström gifte sig 1813 med Elisabet Frösslind som han senare skiljdes från.